# Esso
Esso é um nome comercial da empresa  norte-americana ExxonMobil Corporation e de suas empresas relacionadas. Seu nome é derivado de Standard Oil Company ("SO", pronunciado esso). A Standard Oil esteve envolvida em processos jurídicos nos Estados Unidos e, por esse motivo, a marca Esso foi largamente substituída por outra (Exxon) naquele país, enquanto que no resto do mundo a marca "Esso" continua sendo utilizada, junto da marca Mobil.
A empresa é a responsável pelo Prêmio ExxonMobil de Jornalismo. 

## Esso no mundo

### Brasil

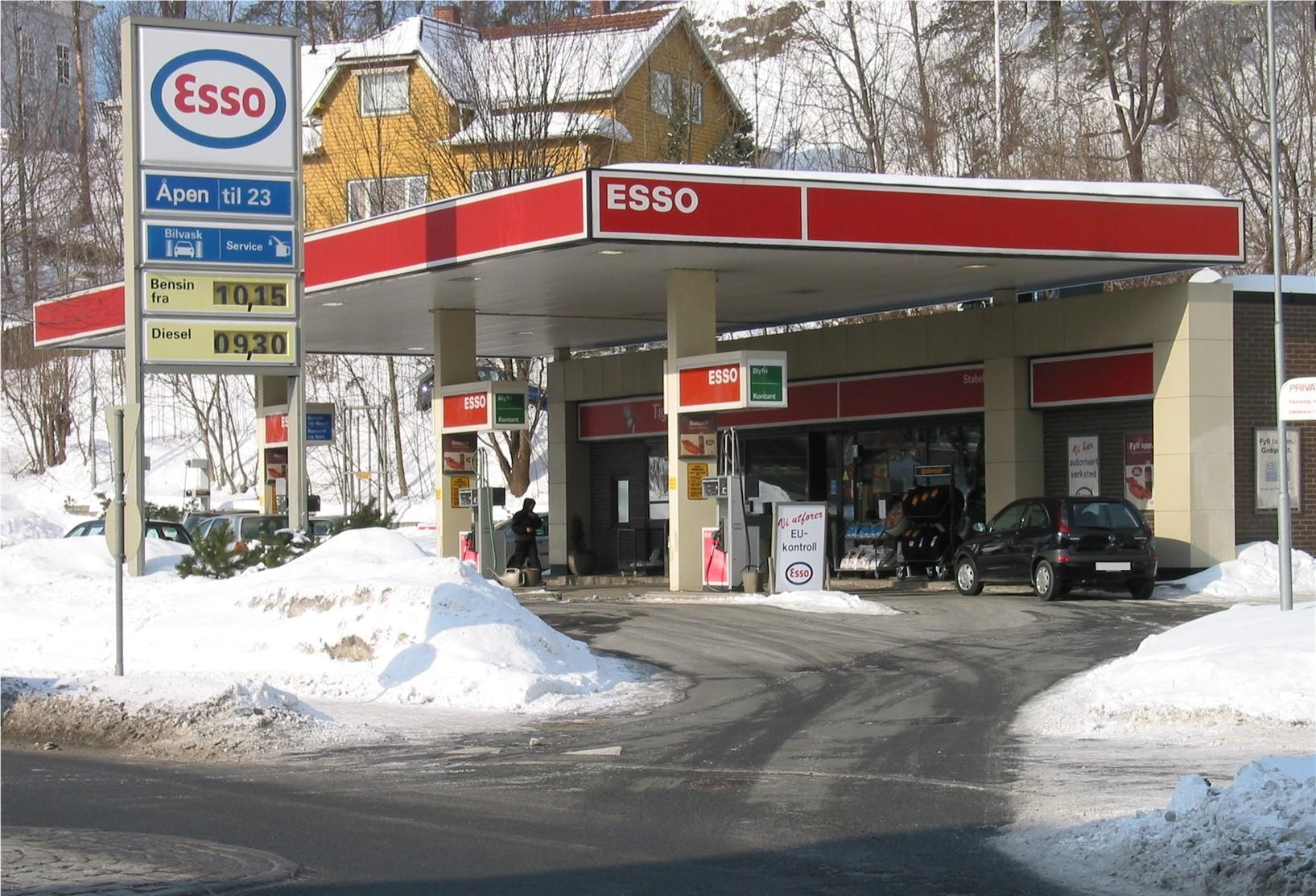
Um posto da Esso na Noruega.

No Brasil, a marca Esso também está presente e foi adquirida pelo Cosan. A empresa veio para o país em 17 de janeiro de 1912, com a autorização do presidente Hermes da Fonseca, para instalar-se no Brasil. Na época, veio sob o nome Standard Oil Company of Brazil, distribuindo gasolina e querosene, vendidos em tambores e latas.
A Esso ficou conhecida por também ser a primeira empresa que patrocinou um programa jornalístico no país, com o Repórter Esso. Com isso, acabou também sendo uma das pioneiras da publicidade brasileira, com os seus mascotes-gotinhas que apareciam na maioria dos comerciais da empresa. A Esso vendia no país também a Querosene Jacaré.
No Brasil, a Esso opera sob a razão social Esso Brasileira de Petróleo Ltda.. A Mobil também atua no país, com a venda de lubrificantes automotivos. Em 1955, a empresa criou o Prêmio Esso de Jornalismo, para premiar os melhores trabalhos jornalísticos do ano.
Em 24 de abril de 2008 a Cosan anunciou a compra do portfolio de downstream da Esso no Brasil. O negócio foi concluído no dia 1 de dezembro de 2008, com o pagamento à ExxonMobil, em meio a diversos rumores de que a crise teria afetado o caixa da Cosan e a mesma não teria fundos para fechar a operação de compra.
Em 2011, a Cosan e a Shell iniciaram uma parceria no segmento de downstream com a criação de uma Joint Venture denominada Raízen.  A nova empresa adotou a marca Shell para combustíveis e postos de revenda, devolvendo a marca Esso à Exxon.
Em 2016 o Prêmio ExxonMobil de Jornalismo, não foi entregue a nenhum profissional da Comunicação social-Jornalismo.

### Canadá

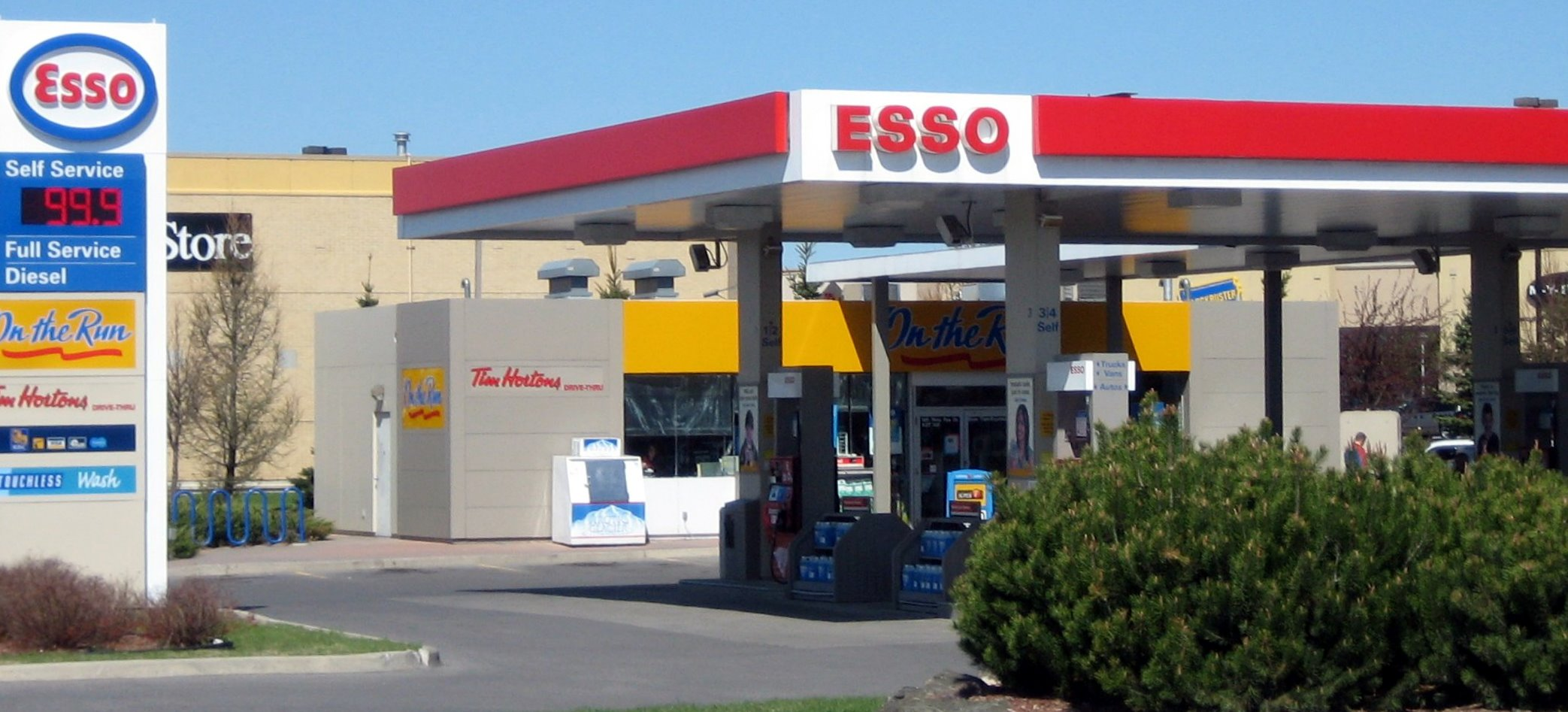
Um posto com a marca Esso no Canadá com uma loja de conveniência On the Run.

No Canadá, a marca Esso é operada pela Imperial Oil, que é 69,8% pertencente à ExxonMobil. Em fevereiro de 2007, um incêndio em uma refinaria de petróleo da Esso e uma greve na Canadian National Railway resultaram em falta de gasolina nos postos da Esso em Ontário, o que acabou elevando os preços e causando falta de gasolina também nos postos dos concorrentes, tanto em Ontário quanto em Quebec.

### Islândia
Na Islândia, a Esso foi renomeada para N1.